# Van Brienen (II)

Familiewapen van Van Brienen

Van Brienen (ook: Van Brienen van Ramerus en: Van Brienen van Guesselt) is een Nederlandse familie waarvan leden sinds 1817 tot de Nederlandse adel behoren en in 1889 uitstierf.

## Geschiedenis
De stamreeks begint met de in 1595 in Wageningen gegoede Johan van Brienen die tussen 1626 en 1637 overleed.
Nakomelingen werden op 13 september 1817 benoemd in de ridderschap van Limburg en op 27 september 1817 erkend te behoren tot de Nederlandse adel.

## Enkele telgen
Johan van Brienen († tussen 1626 en 1637)
- Cornelis van Brienen († voor 1639)
  - Gijsbert van Brienen († tussen 1671 en 1681), vaandrig, burgemeester van Wageningen
    - Dirk van Brienen, heer van Lievendaal († 1720), kapitein, burgemeester van Rhenen
      - mr. Gijsbert van Brienen, heer van Lievendaal (1691-1756), burgemeester van Rhenen
        - Johan van Brienen (1728-1782), luitenant infanterie
          - jhr. Gijsbert Carel Rutger Reinier van Brienen van Ramerus (1771-1821), kolonel, in 1817 erkend te behoren tot de Nederlandse adel
            - jhr. Gijsbert Carel Rutger Reinier van Brienen van Ramerus (1807-1871), luitenant-kolonel
            - jkvr. Maria Anna Wilhelmina van Brienen van Ramerus (1811-1889), laatste telg van het adellijke geslacht van Brienen
- dr. Jacobus van Brienen (1595-1659), advocaat
  - dr. Carel van Brienen, heer van Geusselt (1625-1700); trouwde in 1667 met Maria Margaretha di Valzolio, erfdochter van Guesselt (1647-1709)
    - dr. Jan Baptista van Brienen, heer van Guesselt (1668-1728), raad en thesaurier van Maastricht[1]
      - mr. Carel Maximiliaan Lodewijk van Brienen, heer van Geusselt, Meysenbroek en Einhuysen (1703-1780), raad, Luiks schepen en hoogschout te Maastricht (ca. 1755) en Luiks burgemeester van Maastricht (1746-1748), drossaard van het Land van Valkenburg, Spaanse partage (genoemd in 1749)[2]
        - jhr. Carl Lodewijk Maria Gregorius Johan Baptista van Brienen van Guesselt, heer van Geusselt (1741-1823), schepen en raad van Maastricht, in 1817 benoemd in de ridderschap van Limburg
          - jkvr. Albertina Anna Maria Theresia Carolina van Brienen van Guesselt, vrouwe van Geusselt (1778-1858), laatste telg van de tak van Brienen van Guesselt

    - Maria Josepha van Brienen (1686-1754); trouwde in 1715 met Philippe Joseph (de) Hoyos (†1768), officier in Statendienst, lid van de familie De Hoyos